# Lista de Membros Correspondentes da Academia Brasileira de Ciências Empossados entre 1916 e 1941
Esta lista contém os nomes dos membros correspondentes da Academia Brasileira de Ciências empossados nos primeiros 25 anos (entre 1916 e 1941) da ABC. 
| Imagem | Nome                            | Datas de nascimento e falecimento              | Local de nascimento            | Área de especialização | Alma mater                             | Data de posse         | Conhecido por | Referências          |
| ------ | ------------------------------- | ---------------------------------------------- | ------------------------------ | ---------------------- | -------------------------------------- | --------------------- | --- | -------------------- |
|        | Henri Abraham                   | 12 de julho de 1868 22 de dezembro de 1943     | Paris, França                  | Ciências Físicas       | ENS Paris, França                      | 1923                  | Foi vítima do campo de concentração em Auschwitz. | [ 2 ]                |
|        | Albert Einstein                 | 14 de março de 1879 18 de abril de 1955        | Ulm, Alemanha                  | Ciências Físicas       | ETHZ, Suíça                            | 1925                  | Recebeu o Prêmio Nobel de Física (1921). | [ 3 ] [ 4 ]          |
|        | Paul Janet                      |                                                |                                |                        |                                        | 1926                  | | [ 5 ]                |
|        | Émile François Gabriel Marchoux | 24 de março de 1862 19 de agosto de 1943       | Saint-Amant-de-Boixe, França   | Ciências da Saúde      |                                        | 1926                  | | [ 6 ]                |
|        | Georges Dumas                   | 06 de março de 1866 12 de fevereiro de 1946    | Lédignan, França               | Ciências da Saúde      | ENS Paris, França                      | 1926                  | Foi eleito sócio correspondente da Academia Brasileira de Letras (1922), sucedendo John Casper Branner. Recebeu doutor honoris causa da USP. | [ 7 ]                |
|        | Marie Sklodowska Curie          | 07 de novembro de 1867 04 de julho de 1934     | Varsóvia, Polônia              | Ciências Físicas       | Universidade Floating, Varsóvia        | 1926                  | Recebeu o Nobel de Física (1903) e o Nobel de Química (1911). Foi a primeira mulher a ser laureada com um Prêmio Nobel e a única pessoa a ser contemplada com dois Prêmios Nobel em diferentes categorias científicas. Foi a primeira mulher a ser admitida como professora na Universidade de Paris. | [ 8 ] [ 9 ]          |
|        | Emilie Snethlage                | 12 de abril de 1868 25 de novembro de 1929     | Kraatz, Alemanha               | Ciências Biológicas    | Universidade de Berlim, Alemanha       | 26 de outubro de 1926 | Foi diretora do Museu Paraense Emílio Goeldi (1914 - 1922). A ave Tiriba-do-madeira tem seu nome científico Pyrrhura snethlageae em sua homenagem. | [ 10 ] [ 9 ]         |
|        | Alexandre Moret                 | 19 de setembro de 1868 02 de fevereiro de 1938 | Aix-les-Bains, França          | Ciências Sociais       |                                        |                       | | [ 11 ]               |
|        | Bernardo Alberto Houssay        | 10 de abril de 1887 21 de setembro de 1971     | Buenos Aires, Argentina        | Ciências da Saúde      | UBA, Argentina                         |                       | Recebeu o Nobel de Fisiologia ou Medicina (1947). | [ 12 ] [ 13 ]        |
|        | Carlos Porter                   | 20 de agosto de 1867 13 de dezembro de 1942    | Valparaíso, Chile              | Ciências Biológicas    |                                        |                       | | [ 14 ]               |
|        | Jacques Hadamard                | 08 de dezembro de 1865 17 de outubro de 1963   | Versalhes, França              | Ciências Matemáticas   | ENS Paris, França                      |                       | Publicou a prova do teorema do número primo (1896). Código de Hadamard, teorema de Cauchy-Hadamard, desigualdade de Hadamard, matriz de Hadamard e transformação de Hadamard. Era cunhado de Alfred Dreyfus.                                                                                          | [ 15 ]               |
|        | Carlota Joaquina de Paiva Maury | 06 de janeiro de 1874 03 de janeiro de 1938    | Nova Iorque, EUA               | Ciências da Terra      | Radcliffe College, EUA                 | 24 de agosto de 1937  | | [ 16 ] [ 9 ]         |
|        | Gabrielle Mammana               | 01 de março de 1893 15 de dezembro de 1942     | Gagliano Castelferrato, Itália | Ciências Matemáticas   | Escola Normal Superior de Pisa, Itália |                       | | [ 17 ] [ 18 ] [ 19 ] |